# オクタノールデヒドロゲナーゼ
オクタノールデヒドロゲナーゼ（octanol dehydrogenase）は、次の化学反応を触媒する酸化還元酵素である。
1-オクタノール + NAD+ {\displaystyle \rightleftharpoons } 1-オクタナール + NADH + H+
反応式の通り、この酵素の基質は1-オクタノールとNAD+、生成物は1-オクタナールとNADHとH+である。
組織名はoctanol:NAD+ oxidoreductaseで、別名に1-octanol dehydrogenaseがある。